# Opticks

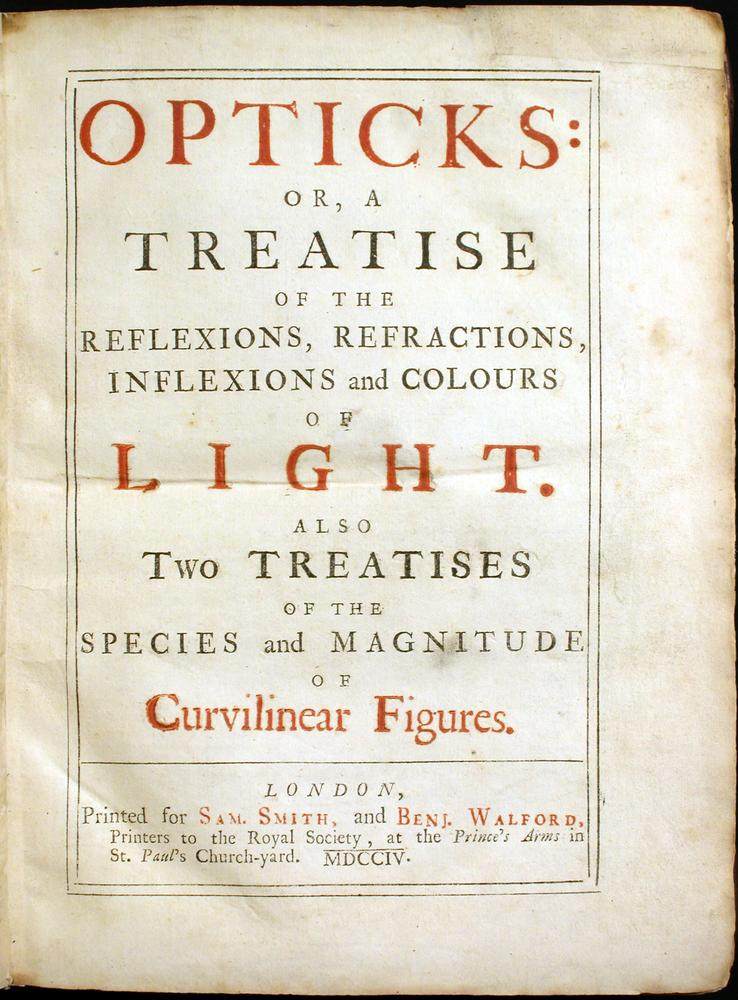

Opticks är ett av Isaac Newtons mest kända arbeten vid sidan om Philosophiæ Naturalis Principia Mathematica. Opticks gavs ut 1704 och sammanfattar Newtons arbete runt optisk fysik, ljusteori, refraktion och färg. En utgåva på latin gavs ut 1706 och den fjärde utgåvan gavs ut 1730.